# 衛雯雅
 QC（1964年8月18日—）是一名英國大律師、作家和專欄作家，其前夫為前任英國首相鲍里斯·约翰逊。衛雯雅是律師學院的成員，專長為公法和人权，並在2016年獲委任為御用大律師。

## 早年生活
衛雯雅父親為英国广播公司記者查理斯·衛拿爵士，其母親是衛拿第二任妻子、印度裔旁遮普锡克人迪寶·星。她的祖先可追溯至現今巴基斯坦境內的萨戈达，印巴分治後移居印度。
衛雯雅就讀布魯塞爾第一歐洲學校，期間與鲍里斯·约翰逊成為朋友。1980年代初入讀剑桥大学菲茨威廉学院，曾為學生雜誌《Cantab》擔任編輯。

## 律師生涯
衛雯雅畢業後回到布魯塞爾工作四年，1987年獲授予律師資格，到伦敦的皇冠辦公室律師事務所實習，專攻心理健康和歧視議題。2004年1月，衛雯雅晉身初級御用大律師B委員會，2009年加入大律師紀律審裁處，2016年2月成為御用大律師。
衛雯雅曾在自己的法律著作提及：
我自己和很多同事的經驗都發現，我們處理的大部分歧視案件都是毫無根據，有一名同事表示比例高達六成......很多不受規管的顧問透過製造歧視案件賺錢，他們通常都不著眼於申請人的最大利益。

## 家庭
衛雯雅的胞妹思蓮·衛拿是欧洲联盟發言人。
莊漢生和阿萊格拉·莫斯廷－歐文的婚姻被宣佈無效後的數個星期，他在1993年5月8日與衛雯雅奉子成婚。二人一同到布魯塞爾工作，莊漢生則為《每日电讯报》報導欧洲议会情況。夫妻二人的長女在1993年6月12日出生，他們總共有四名子女：拉娜·萊蒂思、米羅·亞瑟、嘉西亞·碧翠絲和費義多·亞波羅。
莊漢生出軌的指控曝光後，夫妻二人在2018年9月宣布早前已經分居，並已開展離婚程序。二人在2020年2月就財產安排達成協議。
2019年8月，衛雯雅證實年初確診子宮頸癌，已進行兩次手術。

## 外部連結
衛雯雅著作：
- Tribunal Practice – Tips and Tactics[]
- The Unruly Article 8 （页面存档备份，存于）
- Human Rights Update 2005 （页面存档备份，存于）

| 其他職務        | 其他職務                           | 其他職務 |
| --------------- | ---------------------------------- | -------- |
| 前任者： 文菲臘 | 英國首相配偶 法理上 2019年－2020年 | 現任     |